# Тофиль, Януш

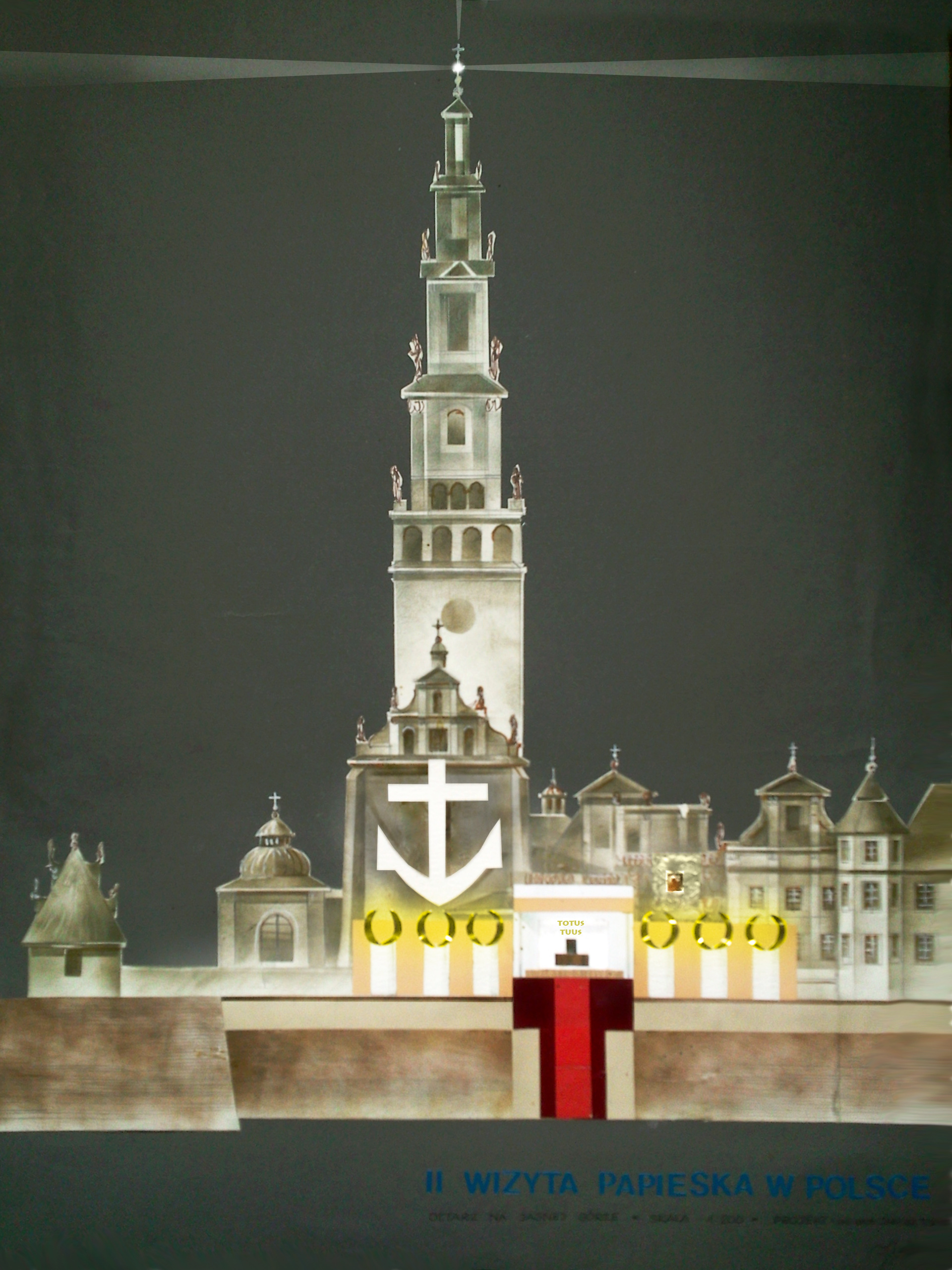
Папский алтарь во время визита Римского папы Иоанна Павла II Ченстоховы в 1983 году

Я́нуш То́филь (пол. Janusz Tofil, 3 января 1928 года, Прушкув, Польша — 17 января 2020) — польский архитектор, специализирующийся в сакральной архитектуре.

## Биография
Януш Тофиль закончил Государственную Высшую школу искусств в Варшаве. В 1950—1953 гг. обучался на архитектурном факультете Варшавского политехнического института. Был сотрудником строительного объединения архитектурного проектирования муниципальных предприятий «Stolica», занимавшимся строительством Маршалковского жилого района. В этом объединении вместе с Янушем Тофилем работали известные польские архитекторы Юзеф Сигалин, Станислав Янковский, Ян Кноте, Зигмунд Стемпинский. С 1955 по 1961 гг. Януш Тофиль работал в строительной фирме городского проектирования «Nowe Tychy», руководителем которой была архитектор Ханна Адамчевская-Вейхерт. С 1960 года был главным проектантом оседле «C1», «C2» и «C3». В это же время он получает награду за достижения в разработке инновационных технологий жилых комплексов. В 1962—1964 гг. работал в проектном бюро Управления изучения и строительных сельскохозяйственных проектов в Варшаве. С 1965 по 1969 г. служил старшим инспектором в Департаменте строительства Министерства сельского хозяйства.

## Творчество
С 1970 года Януш Тофиль начинает самостоятельное проектирование отдельных сакральных архитектурных сооружений.
- Храм Божией Матери Учительницы Молодёжи[1];
- Папский алтарь в Ченстхове, 1983 г.;
- Церковь святого Кристофора в Подкове-Лесьной;